# Infrared Thermal Mapper
Infrared Thermal Mapper, o IRTM, è il nome di due esperimenti scientifici, effettuati sotto la guida di Hugh Kieffer, finalizzati alla misurazione della temperatura dell'atmosfera marziana e di parti specifiche della sua superficie; essi erano inoltre in grado di misurare la percentuale di luce solare riflessa dal pianeta.

## Storia
I due esperimenti utilizzavano uno strumento scientifico chiamato IRTM; esso era collocato a bordo delle sonde spaziali statunitensi Viking 1 Orbiter, lanciata il 20 agosto 1975 da Cape Canaveral ed entrata in orbita attorno a Marte il 19 giugno 1976, e Viking 2 Orbiter, lanciata il 9 settembre 1975 ed entrata in orbita il 7 agosto 1976.
Lo strumento IRTM del Viking 1 Orbiter è stato dismesso il 7 agosto 1980 (pochi giorni dopo, il 17 agosto, è terminata la missione di questa sonda), mentre quello del Viking 2 Orbiter il 25 luglio 1978 (l'intero modulo è stato arrestato a seguito di una perdita di carburante nel sistema di propulsione).

## Descrizione della strumentazione
Lo strumento IRTM consisteva di un radiometro multicanale ancorato alla piattaforma degli strumenti scientifici della sonda. Quattro piccoli telescopi, ognuno dotato di sette rilevatori di raggi infrarossi, erano rivolti in direzioni parallele verso l'obiettivo puntato, e ripetevano le proprie osservazioni ad intervalli di 1,12 s. Lo strumento aveva una sensibilità massima di 1 K su temperature comprese fra 143 e 330 K. Il campo visuale era circolare, con un diametro di 5 milliradianti.

## Principali risultati
Gli esperimenti IRTM hanno permesso, tra l'altro, di determinare che la temperatura della superficie marziana in corrispondenza alla calotta polare invernale scende fino a -143 °C e che la temperatura più elevata del suolo marziano misurata era pari a 27 °C.